# ゲルマン・ラローシ

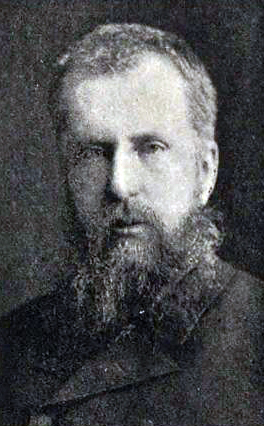
ゲルマン・ラローシ《1891年》

ゲルマン・アヴグストヴィチ・ラローシ（英語: Herman Augustovich Laroche,ロシア語: Ге́рман А́вгустович Ларо́ш, 1845年5月25日 – 1904年10月18日）は、ロシアの音楽教師、音楽評論家。
1862年に設立されたサンクトペテルブルク音楽院の二期目の卒業生であり、一期のピョートル・チャイコフスキー同様、卒業後はモスクワ音楽院に迎えられて教鞭を執り（1867年 - 1870年および1883年 - 1886年）、1872年から1879年にかけてはサンクトペテルブルク音楽院でも音楽理論を教えた。
ラローシは専門的訓練を受けたロシア最初の音楽批評家であり、それまでロシアの音楽批評の主流となっていたアレクサンドル・セローフやウラディーミル・スターソフ、ツェーザリ・キュイらの論争的性格とは異なる、幅広い教養と具体的な分析に裏付けられた批評を展開した。
ラローシはロシア音楽の保守的潮流に属しており、アントン・ルビンシテインが確立したロシアのアカデミズムを擁護してミリイ・バラキレフらが形成するロシア国民楽派と対立した。
チャイコフスキーがバラキレフの勧めに従って幻想組曲『ロメオとジュリエット』（1869年）を作曲したときには、ラローシはチャイコフスキーに対してもう一度古典的な作品に立ち戻るように忠告している。
一方で、1873年にモデスト・ムソルグスキーのオペラ『ボリス・ゴドゥノフ』が部分的に初演されたときは、ラローシは「力強い一団（ロシア5人組）」への一貫した反対者でありながら、「驚異的な事件」として好意的に評した。
また、同じ保守陣営にあった音楽批評家アレクサンドル・ファミンツィン（1841年 - 1896年）に対しては、その過度な保守性を批判している。
代表的論文に「グリンカと、ロシア音楽史におけるその意義」がある。また当時ウィーンで活躍し、古典派音楽の形式美や絶対音楽を称揚した音楽評論家エドゥアルト・ハンスリックの著書『音楽美論』の翻訳者でもある。